# مقبرة جيتيسبيرغ الوطنية
```
مقبرة جيتيسبيرغ الوطنية
 تقع خارج بلدة Gettysburg Borough إلى الجنوب في 
مقاطعة آدامز بنسلفانيا
. كانت الأرض جزءًا من ساحة معركة جيتيسبيرغ، أنشأت لضحايا 
الاتحاد / الفيدرالية
 من 1 إلى 3 يوليو 1863 خلال 
معركة جيتيسبيرغ
 في 
الحرب الأهلية الأمريكية
 (1861-1865).
```

تقع المقبرة داخل حديقة جيتيسبيرغ العسكرية الوطنية التي تديرها دائرة الحدائق الوطنية التابعة لوزارة الداخلية الأمريكية.
سميت المقبرة الوطنية للجنود بعد أن ألقى الرئيس الأمريكي السادس عشر أبراهام لينكولن (1809-1865) خطابه في جيتيسبيرغ في 19 نوفمبر 1863. ويتم الاحتفال بهذا اليوم سنويًا في المقبرة وفي المدينة تخليدا لذكرى اجنود الذين لقوا مصرعهم في الحرب الأهلية من جيش الاتحاد / جيش الولايات المتحدة وجيش الولايات الكونفدرالية والمنظمات التراثية المتحدرة بقيادة أبناء اتحاد المحاربين القدامى في الحرب الأهلية (SUVCW) وأبناء المحاربين القدامى الكونفدراليين (SCV).
تحتوي المقبرة على 3512 قبرا بما في ذلك مقابر لـ 979 جندي مجهول الهوية. كما تضم أقسامًا لقدامى المحاربين في الحرب الإسبانية الأمريكية (1898)، والحرب العالمية الأولى (1917-1918)، وغيرها من الحروب، إلى جانب قبور أزواج وأطفال المحاربين القدامى. ليتجاوز مجموع العدد الإجمالي للقبور 6000.
تنتشر النصب التذكارية في جميع أنحاء المقبرة، وعلى جدرانها الحجرية والأسوار الحديدية والبوابات لها.  

## وصف
في منتصف مقبرة جيتيسبيرغ الوطنية يوجد النصب التذكاري الوطني للجنود (1869)، وهو نصب من الجرانيت بطول 60 قدمًا (18 م) صممه النحات راندولف روجرز والمهندس المعماري جورج كيلر. يحيط بها نصف دائرة متحدة المركز من القبور، مقسمة إلى 18 قسمًا لولايات الاتحاد (1 لكل منها)،  قسم للأعضاء النظاميين في الولايات المتحدة، و 3 أقسام للجنود غير المعروفين.
تشمل آثار ساحة المعركة داخل مقبرة جيتيسبيرغ الوطنية مجموعة تماثيل وقطع عسكرية كتلك الموجودة في بطارية مدفعية الولايات المتحدة الأولى H ، ومدفعية بطارية مين الثانية، ومدفعية بطارية ماساتشوستس الأولى (بطارية كوك)، وتمثال لمشاة مينيسوتا الأولى، ومدفعية بطارية نيو هامبشير الخفيفة الأولى، وتماثيل لمشاة المتطوعين رقم 136 في نيويورك. وعلامات لبطارية مدفعية أوهايو الأولى وفرقة مدفعية اللواء المتطوع الثالث (لواء هنتنغتون).
تشمل الآثار الأخرى نصب ولاية نيويورك (1893)، ونصب ولاية كنتاكي (1975)، ونصب عنوان لينكولن (1912)، وصديق ماسوني التذكاري (1994)، وتمثال اللواء جون رينولدز (1872)، ونصب اللواء تشارلز كوليس التذكاري (1906).

## التاريخ

### إعادة الإدخال
تم نقل بقايا الاتحاد من مؤامرات دفن ساحة غيتيسبيرغ (على سبيل المثال، في مقبرة هيل)  بالإضافة إلى مقابر الكنيسة المحلية ومواقع دفن المستشفيات الميدانية (على سبيل المثال، مخيم ليترمان ومجمع مستشفى روك كريك وايت رون يونيون)، «المستشفى العام للولايات المتحدة الأمريكية، يورك، بنسلفانيا.»  ووادي الموت حيث يتحلل الجنود غير المدفونين في مكانهم. صموئيل ويفر ، بصفته «المشرف على استخراج الجثث»، لاحظ شخصيًا أن عمال المقاول يقومون بفتح القبور، ووضع الرفات في التوابيت، ودفنهم في المقبرة، :158 وعلى الأقل إعادة دخول واحدة من مقبرة إيفرجرين المجاورة (مقاطعة آدامز، بنسلفانيا).

### تكريس

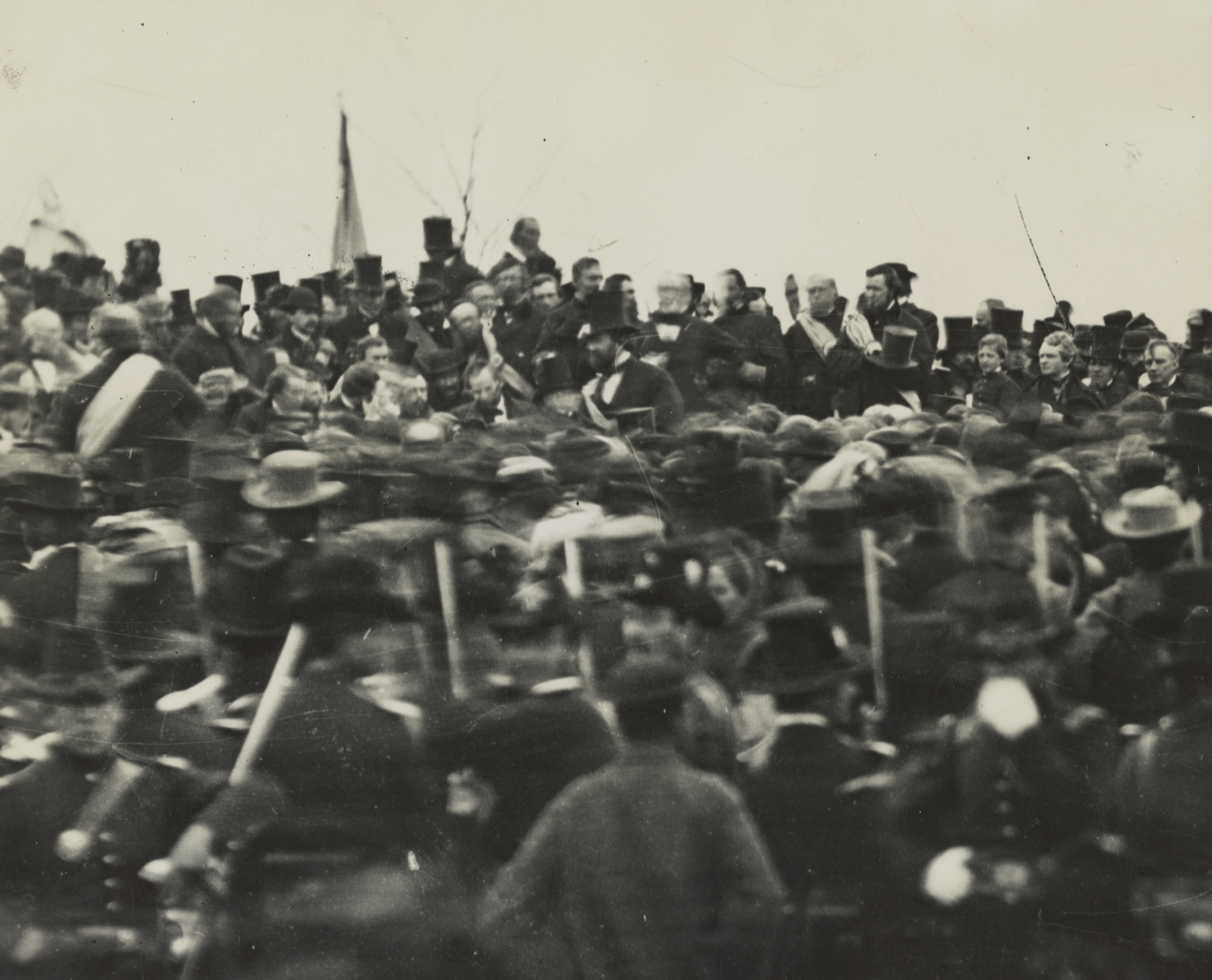
الرئيس لينكولن (جالس ، يسار الوسط) في تكريس المقبرة ، 19 نوفمبر 1863

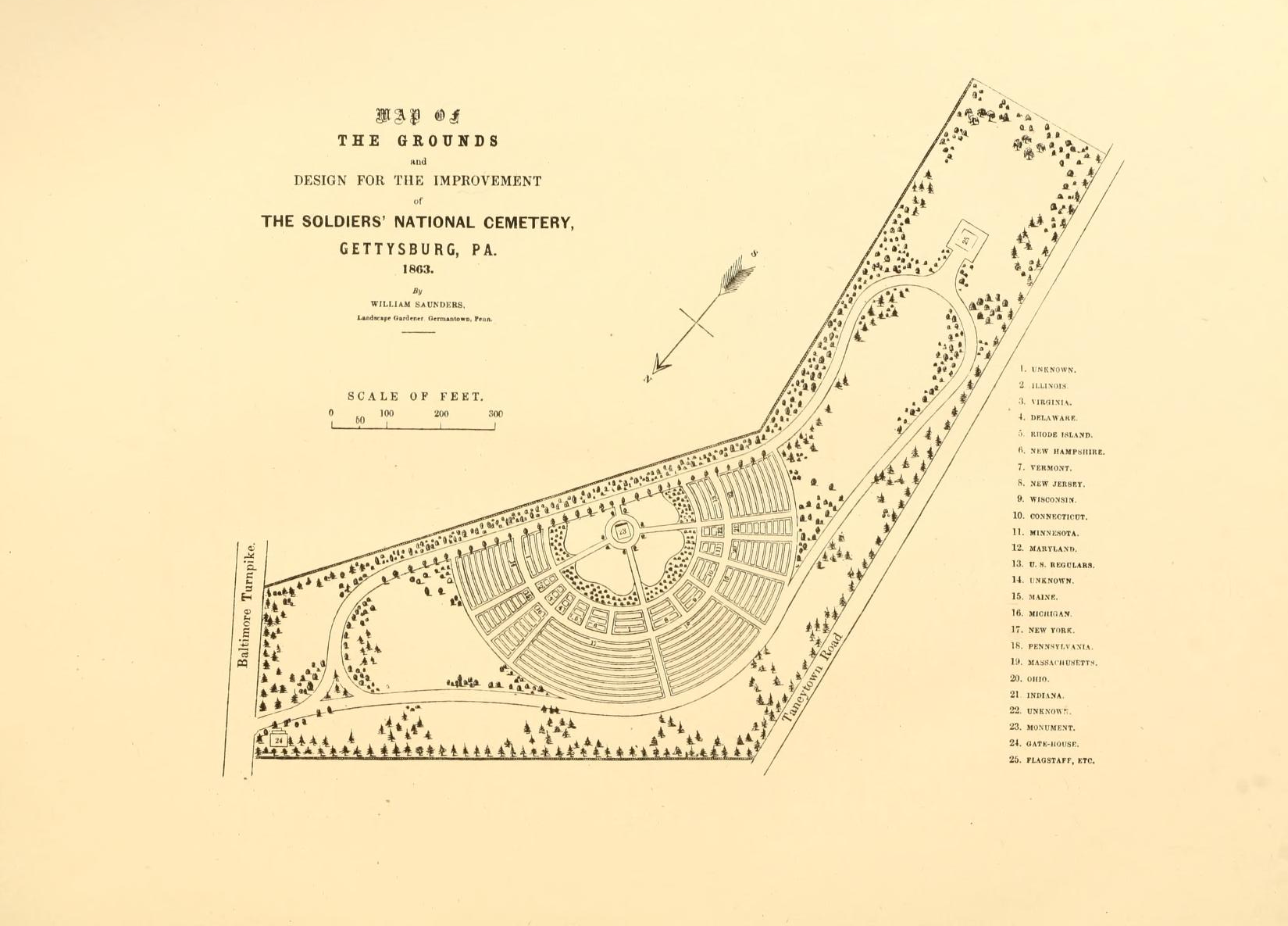
1863 خريطة المقبرة الوطنية للجنود

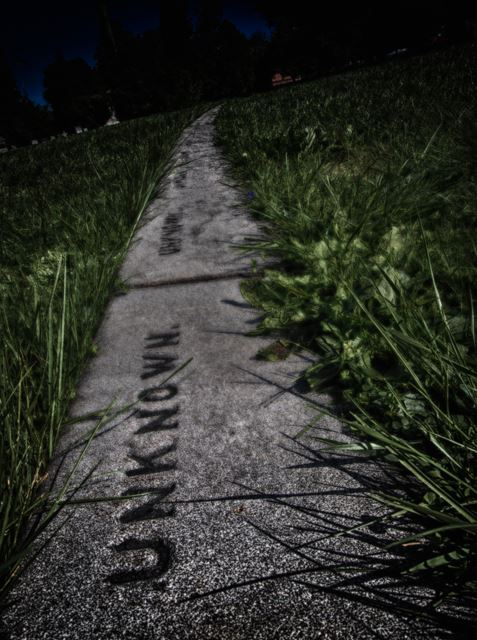
فرق الجرانيت تشير إلى قبور جنود مجهولين.
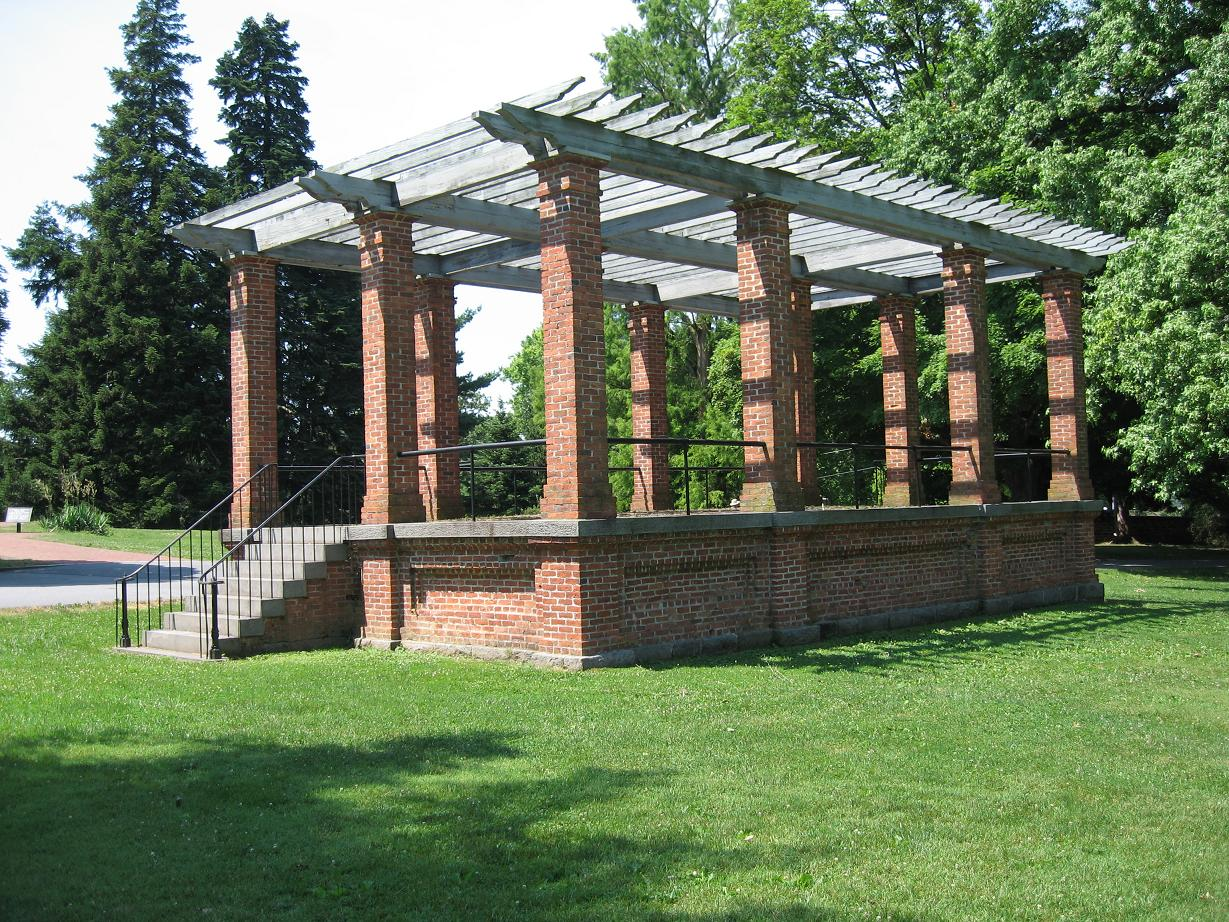
منبر المقبرة الوطنية  [لغات أخرى]‏ (1879)
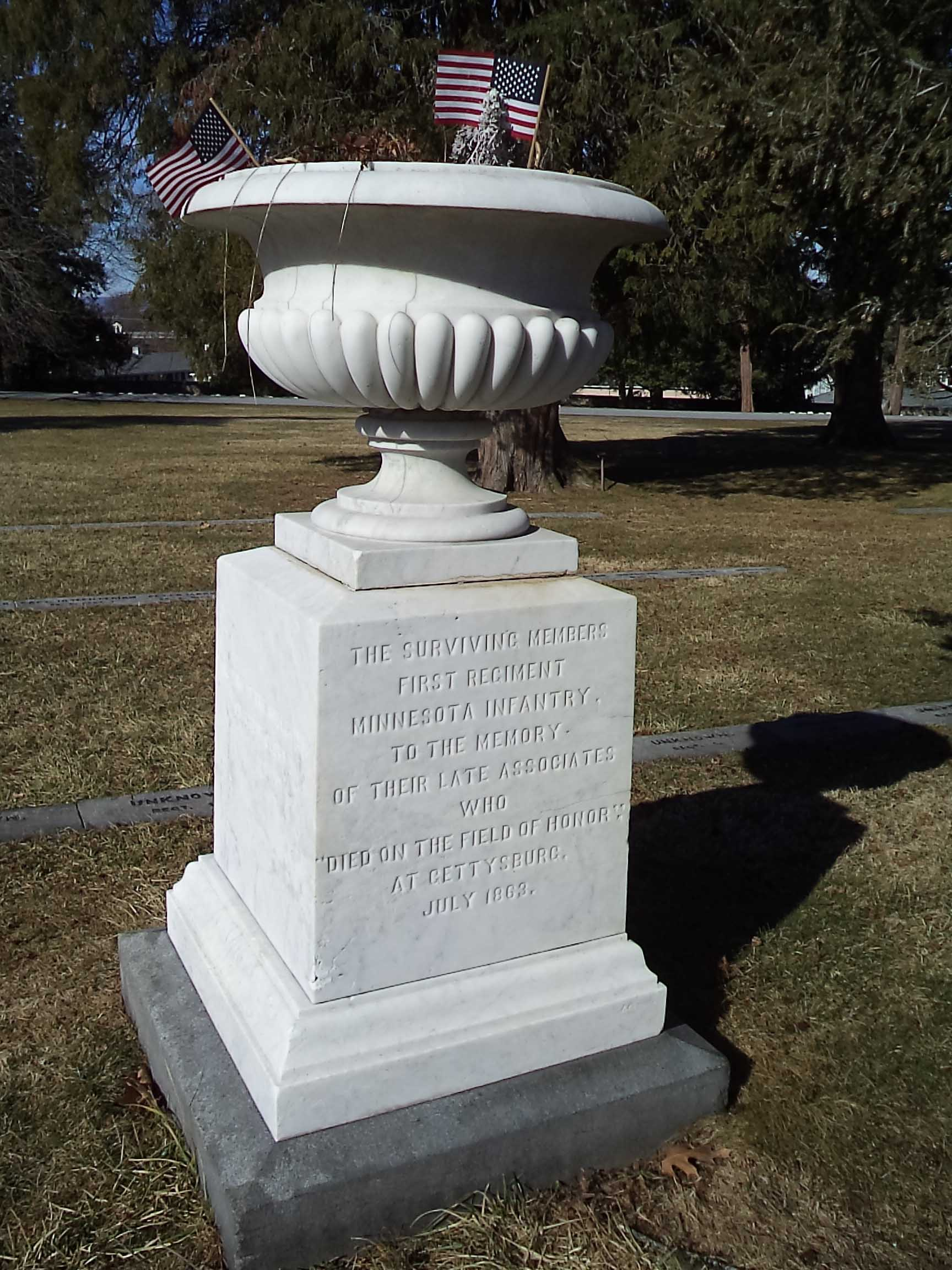
1st Minnesota Infantry Memorial Urn (1867) ، أول نصب تذكاري في ساحة المعركة مثبت في المقبرة الوطنية.
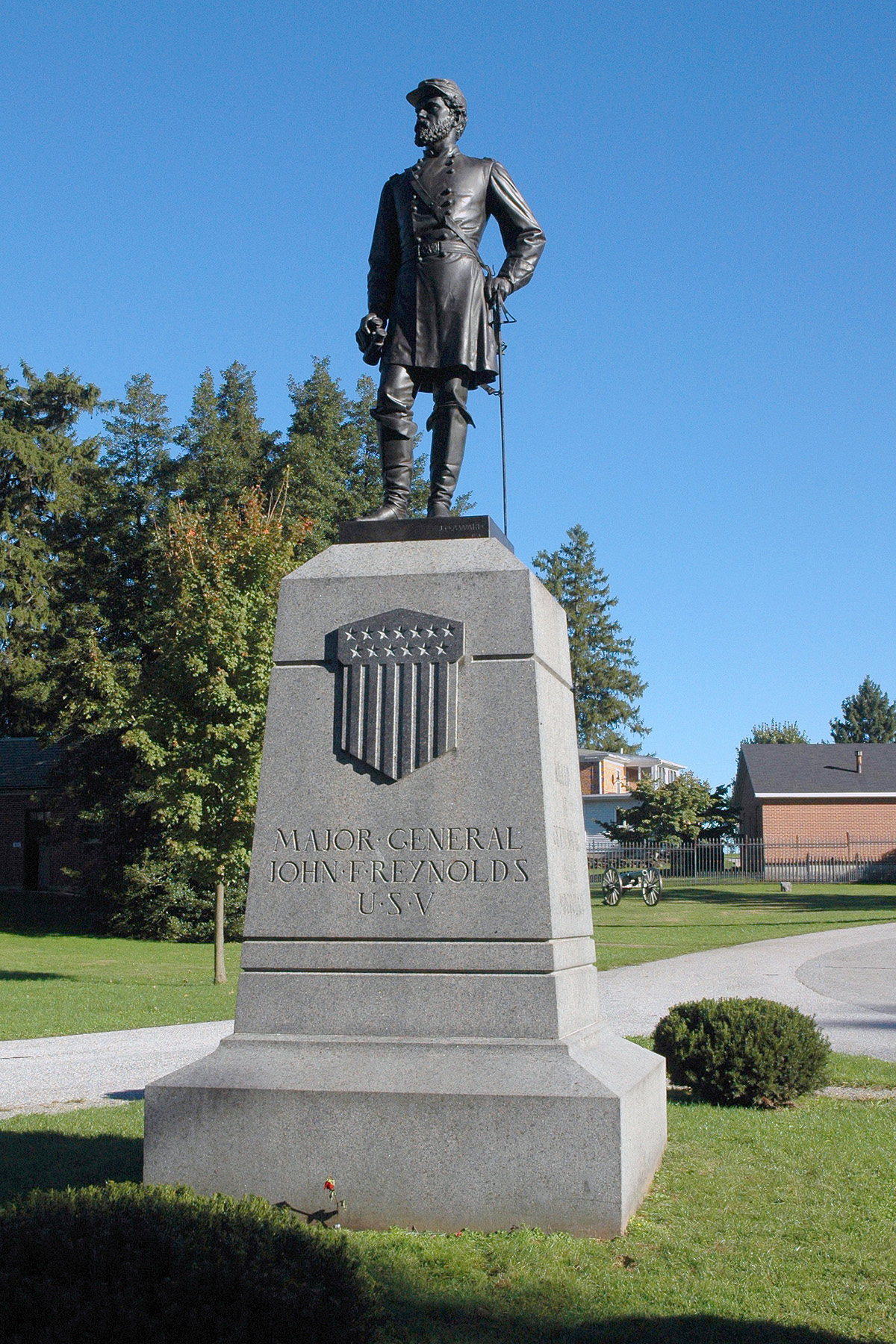
اللواء جون رينولدز (1872) بقلم جون كوينسي آدامز وارد
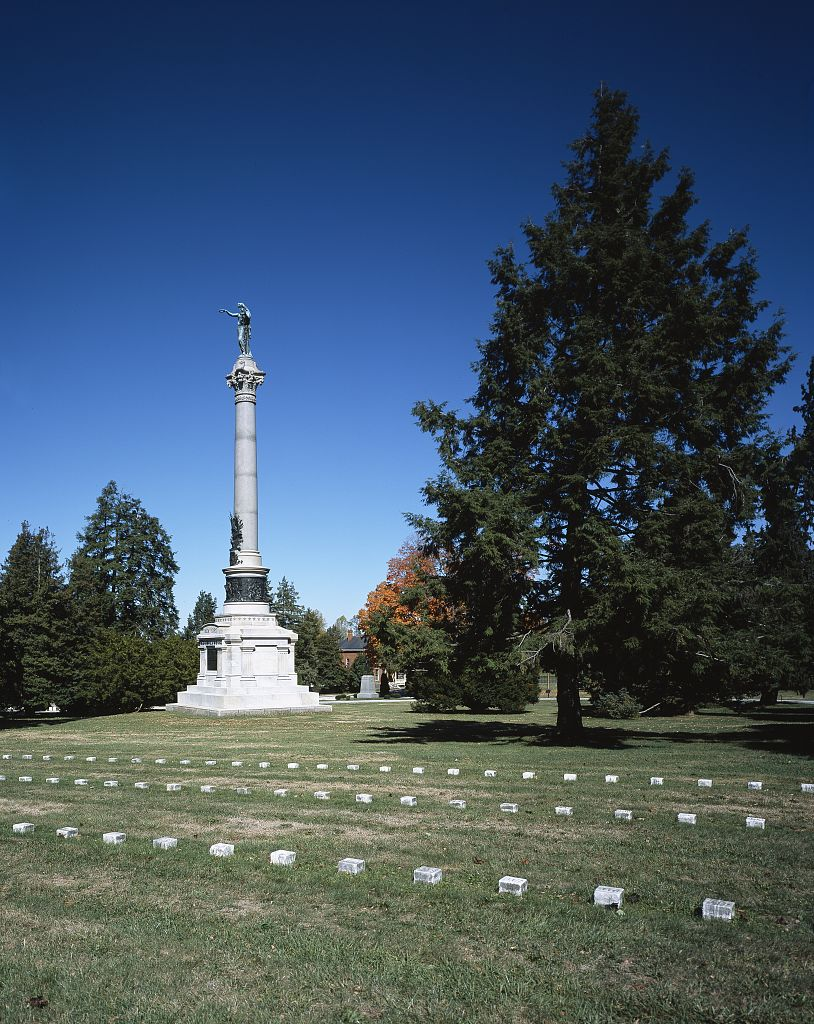
نصب ولاية نيويورك (1893)
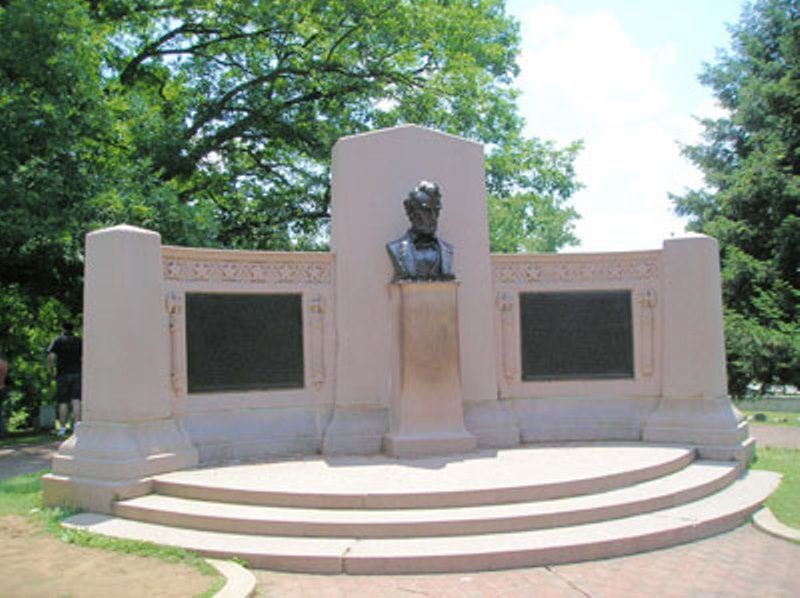
لنكولن أدريس ميموريال (1912)
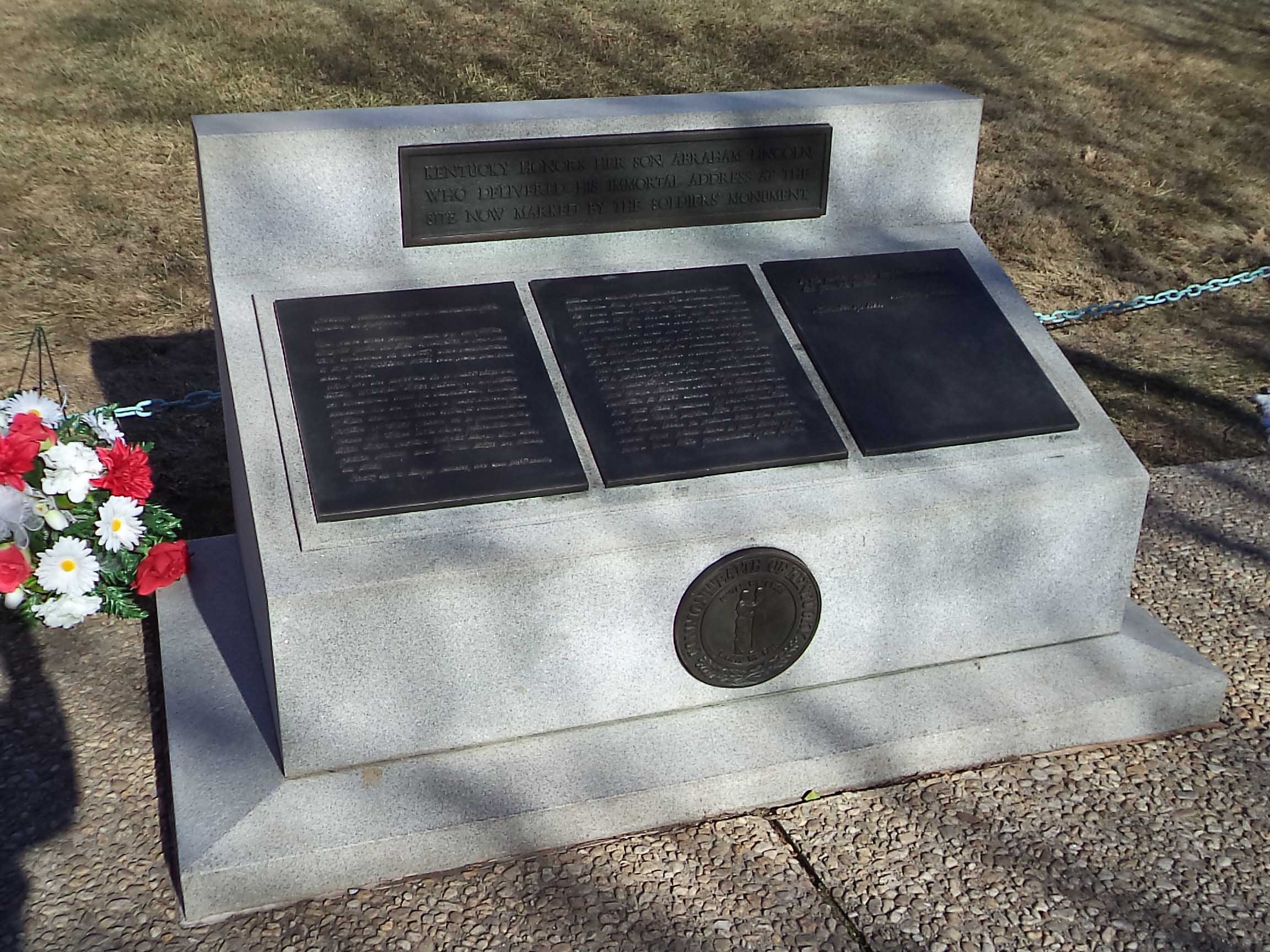
نصب ولاية كنتاكي (1975)
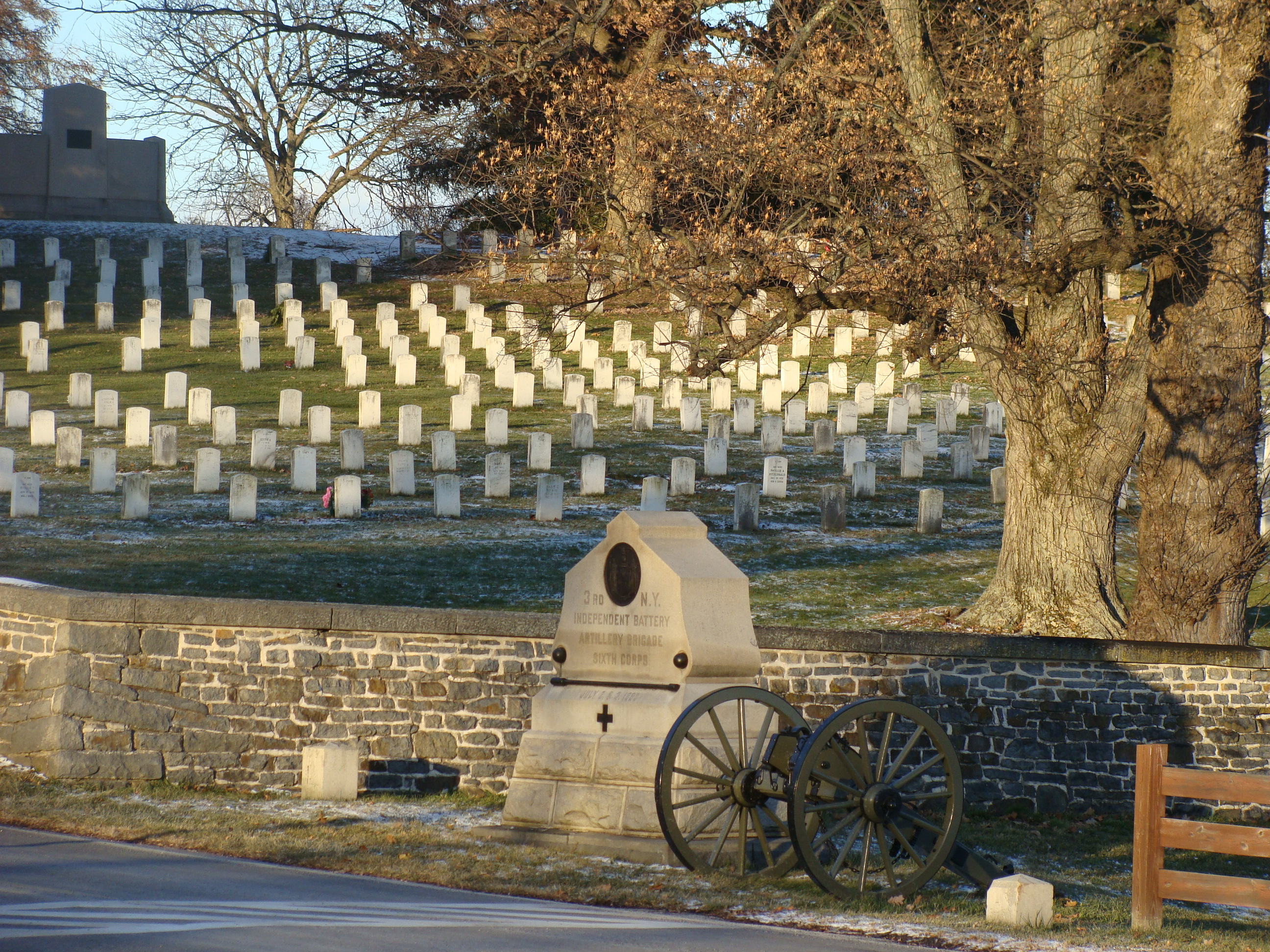
يحتوي الطرف الجنوبي للمقبرة على قبور جنود من حروب أحدث. الجزء الخلفي من نصب لينكولن التذكاري أعلى اليسار.

## روابط خارجية
- خدمة المنتزه الوطني: مقبرة جيتيسبيرغ الوطنية
- العثور على المساعدة في المراسلات والمواد المطبوعة في مقبرة جيتيسبيرغ الوطنية نسخة محفوظة 10 مايو 2015 على موقع واي باك مشين. ، المجموعات الخاصة ، مكتبة ليندرمان ، جامعة ليهاي
- المقبرة الوطنية للجنود في جيتيسبيرغ (1874) لجون راسل بارتليت